# プブリウス・コルネリウス・ケテグス
プブリウス・コルネリウス・ケテグス（ラテン語: Publius Cornelius Cethegus、生没年不明）は、紀元前2世紀初頭の共和政ローマの政務官。紀元前181年に執政官（コンスル）を務めた。

## 出自
ケテグスはパトリキ（貴族）であるコルネリウス氏族の出身であるが、コルネリウス氏族はローマでの最も強力で多くの枝族を持つ氏族でもあった。ケテグスのコグノーメン（第三名、家族名）を持つ人物としてはマルクス・コルネリウス・ケテグス (紀元前204年の執政官)が記録に現れる最初の人物である。カピトリヌスのファスティによれば、ケテグスの父プラエノーメン（第一名、個人名）はルキウス、祖父はプブリウスである。コルネリウス・ケテグス家の系譜はあまりよく分かっていない。

## 経歴
紀元前189年、ローマ・シリア戦争後の新たな国境を定めるために小アジアに10人からなる使節が派遣されるが、ティトゥス・リウィウスはその9番目に、プブリウス・コルネリウス・レントゥルスの名前を記している。この当時にこの名前をもつローマ人は紀元前203年のプラエトル（法務官）プブリウス・コルネリウス・レントゥルス・カウディヌスのみである。しかし、彼の経歴と年齢を勘案すると、もっと名簿の上位にあって良いはずだ。このため、この人物はレントゥルスではなく、ケテグスではないかと推察されている。実際、リウィウスは紀元前181年の執政官ケテグスをも、プブリウス・コルネリウス・レントゥルスと誤記している。しかし、プラエトルのレントゥルスのことだとする学者もいる。
紀元前187年、アウルス・ポストゥミウス・アルビヌス・ルスクスと共にアエディリス・クルリス（上級按察官）に就任した。この年のローマ大祭の最中にキルクス・マクシムス（大戦車競技場）の柱の固定が十分でなく、ポッレンティア女神の像の上に落ちて倒れてしまったため、悪い前兆とみなされ、元老院は祝祭を一日延長し、また倒れた像の代わりに2つの像を建て、そのうちの1つは金メッキされるべきだと決定した。
紀元前185年、プラエトル（法務官）に就任したが、役割分担に関して不明である。翌年のプラエトルであるとする説もある。
紀元前181年、執政官に就任、プレプス（平民）の同僚はマルクス・バエビウス・タンピルスで、両人ともリグリアを担当した。リウィウスやそれを参照したと思われるウァレリウス・マクシムスはこの年の執政官をプブリウス・コルネリウス・レントゥルスとしているが、これは明らかな誤りである。元老院の決定により、両執政官は共和政ローマで初めて選挙の収賄罪に関する法案を民会に提出した。
翌紀元前180年、同僚と共にプロコンスル（前執政官）としてインペリウム（指揮権）を維持し、リグリアを担当した。ケテグスとタンピルスは現地のアプアニ族を服属させ、彼らをサムニウムに移住させた。これ以降、リグリアはリグリア・コルネリウスおよびリグリア・バエビウスと呼ばれるようになる。ローマに戻ると、両執政官は凱旋式を挙行した（但し、凱旋式のファスティのこの部分は欠落）。軍事的勝利ではない理由で凱旋式を実施したのは、彼らが初めてであった。
紀元前173年、リグリアとガリア・キサルピナの入植者に個人的土地分配するための十人委員会に、マルクス・アエミリウス・レピドゥス (紀元前187年の執政官)、ガイウス・カッシウス・ロンギヌス (紀元前171年の執政官)らと共に選出された。ローマ市民には一人あたり10ユゲラ（約2.5ヘクタール）、ラテン市民には3ユゲラ（0.75ヘクタール）を分配することとした。

## 参考資料

### 古代の資料
- カピトリヌスのファスティ
- ティトゥス・リウィウス『ローマ建国史』
- ウァレリウス・マクシムス『有名言行録』

### 研究書
- Bobrovnikova T. Scipio African. - M .: Young Guard, 2009 .-- 384 p. - ISBN 978-5-235-03238-5 .
- Broughton R. Magistrates of the Roman Republic. - New York, 1951. - Vol. I. - P. 600.
- Münzer F. Cornelius 83ff // Paulys Realencyclopädie der classischen Altertumswissenschaft . - 1900. - T. VII . - S. 1276-1277 .
- Münzer F. Cornelius 95 // Paulys Realencyclopädie der classischen Altertumswissenschaft . - 1900. - T. VII . - S. 1280—1281 .
- Münzer F. Cornelius 214 // Paulys Realencyclopädie der classischen Altertumswissenschaft . - 1900. - T. VII . - S. 1379-1380 .